# Kick Sauber C45
El Kick Sauber C45 es un monoplaza de Fórmula 1 construido por Sauber para disputar la temporada 2025. Es manejado por el alemán Nico Hülkenberg, quien vuelve a la estructura suiza por primera vez desde la temporada 2013 y por el brasileño Gabriel Bortoleto, quien hace su debut en la categoría.
Kick Sauber presentó su decoración el 18 de febrero, en Londres. Este es el último monoplaza diseñado por Sauber y motorizado por Ferrari, ya que a partir de la temporada 2026 el equipo se convertirá en el equipo de fábrica de Audi.

## Resultados

### Fórmula 1
(Clave) (negrita indica pole position) (cursiva indica vuelta rápida)

| Año   | Motor                   | Neu. | N.º | Pilotos           | 1   | 2   | 3   | 4   | 5   | 6   | 7   | 8   | 9   | 10  | 11  | 12  | 13  | 14  | 15  | 16  | 17  | 18  | 19  | 20  | 21  | 22  | 23  | 24  | Puntos | Pos. |
| ----- | ----------------------- | ---- | --- | ----------------- | --- | --- | --- | --- | --- | --- | --- | --- | --- | --- | --- | --- | --- | --- | --- | --- | --- | --- | --- | --- | --- | --- | --- | --- | ------ | ---- |
| 2025* | Ferrari 066/12 V6 Turbo | P    |     |                   | AUS | CHN | JPN | BHR | ARA | MIA | EMI | MON | ESP | CAN | AUT | GBR | BEL | HUN | NED | ITA | AZE | SIN | USA | MEX | SÃO | LVG | QAT | ABU | 51     | 7.º  |
| 2025* | Ferrari 066/12 V6 Turbo | P    | 5   | Gabriel Bortoleto | Ret | 14  | 19  | 18  | 18  | Ret | 18  | 14  | 12  | 14  | 8   | Ret | 9   | 6   |     |     |     |     |     |     |     |     |     |     | 51     | 7.º  |
| 2025* | Ferrari 066/12 V6 Turbo | P    | 27  | Nico Hülkenberg   | 7   | 15  | 16  | DSQ | 15  | 14  | 12  | 16  | 5   | 8   | 9   | 3   | 12  | 13  |     |     |     |     |     |     |     |     |     |     | 51     | 7.º  |

- * Temporada en progreso.